# Pleotrichophorus villosae
Pleotrichophorus villosae är en insektsart. Pleotrichophorus villosae ingår i släktet Pleotrichophorus och familjen långrörsbladlöss. Inga underarter finns listade i Catalogue of Life.